# Dekanat Montserrat
Dekanat Montserrat – jeden z 9 dekanatów diecezji Sant Feliu de Llobregat w Hiszpanii. 
Jest on jednocześnie jednym z 5 dekanatów Wikariatu Llobregat. 
Według stanu na lipiec 2016 w jego skład wchodziło 17 parafii. 

## Lista parafii
Źródło:
| Lp. | Miejscowość                         | Parafia                                                 | Proboszcz                           | Kościół                                                                  | Grafika | Adres                                                     |
| --- | ----------------------------------- | ------------------------------------------------------- | ----------------------------------- | ------------------------------------------------------------------------ | ------- | --------------------------------------------------------- |
| 1   | Abrera                              | Parafia św. Piotra                                      | Mn. García Baca, Francisco          | Kościół św. Piotra w Abrera                                              |         | Pg. Església, 9 08630 Abrera                              |
| 2   | Castellví de Rosanes                | Parafia św. Michała                                     | Mn. Maroto Cifuentes, Rafael        | Kościół św. Michała w Castellví de Rosanes                               |         | Sant Isidre, 2 08769 Castellví de Rosanes                 |
| 3   | Collbató                            | Parafia św. Korneliusza                                 | Mn. Martorell Morro, Bernat         | Kościół św. Korneliusza w Collbató                                       |         | Pl. Església, 4 08293 Collbató                            |
| 4   | El Bruc                             | Parafia św. Pawła                                       | Mn. Martorell Morro, Bernat         | Kościół św. Pawła w El Bruc                                              |         | La Guàrdia, s/n 08294 El Bruc                             |
| 5   | El Bruc                             | Parafia Najświętszej Maryi Panny                        | Mn. Martorell Morro, Bernat         | Kościół Najświętszej Maryi Panny w El Bruc                               |         | Parròquia, 2 08294 El Bruc                                |
| 6   | Esparreguera                        | Parafia św. Eulalii                                     | Mn. Bullit Guasch, Joan Ramon       | Kościół św. Eulalii w Esparreguera                                       |         | Pl. Santa Eulàlia, 7 08292 Esparreguera                   |
| 7   | Gelida                              | Parafia św. Piotra                                      | Mn. Maroto Cifuentes, Rafael        | Kościół św. Piotra w Gelida                                              |         | Major, 1-3 08790 Gelida                                   |
| 8   | La Beguda Alta                      | Parafia Niepokalanego Poczęcia Najświętszej Maryi Panny | P. Henríquez Farreras, Josep M. OSB | Kościół Niepokalanego Poczęcia Najświętszej Maryi Panny w La Beguda Alta |         | Pl. de la Beguda Alta, s/n 08782 La Beguda Alta           |
| 9   | Marganell                           | Parafia św. Cecylii                                     | Mn. Martorell Morro, Bernat         | Kościół św. Cecylii w Marganell                                          |         | Església s/n 08298 Marganell                              |
| 10  | Martorell                           | Parafia Najświętszej Maryi Panny                        | Mn. Roig Cisteré, Manuel            | Kościół Najświętszej Maryi Panny w Martorell                             |         | Església, 1 08760 Martorell                               |
| 11  | Martorell                           | Parafia Chrystusa Zbawiciela                            | Mn. Maroto Cifuentes, Rafael        | Kościół Chrystusa Zbawiciela w Martorell                                 |         | Pl. Pompeu Fabra, s/n 08760 Martorell                     |
| 12  | Masquefa                            | Parafia św. Piotra Apostoła                             | P. Henríquez Farreras, Josep M. OSB | Kościół św. Piotra Apostoła w Masquefa                                   |         | Sant Pere, 9 08783 Masquefa                               |
| 13  | Monistrol de Montserrat             | Parafia św. Piotra Apostoła                             | Mn. García Baca, Francisco          | Kościół św. Piotra Apostoła w Monistrol de Montserrat                    |         | Montserrat, 24 08691 Monistrol de Montserrat              |
| 14  | Olesa de Montserrat                 | Parafia Najświętszej Maryi Panny                        | Mn. Fernández García, Alonso-Esteve | Kościół Najświętszej Maryi Panny w Olesa de Montserrat                   |         | Pl. Nova, 21 08640 Olesa de Montserrat                    |
| 15  | Sant Andreu de la Barca             | Parafia św. Andrzeja                                    | Mn. Grané Calvo, Jaume              | Kościół św. Andrzeja w Sant Andreu de la Barca                           |         | Pl. Església, 9 08740 Sant Andreu de la Barca             |
| 16  | Sant Esteve Sesrovires              | Parafia św. Stefana                                     | P. Henríquez Farreras, Josep M. OSB | Kościół św. Stefana w Sant Esteve Sesrovires                             |         | Pl. Doctor Tarrés, 12 08635 Sant Esteve Sesrovires        |
| 17  | Santa Maria de Vilalba de Llobregat | Parafia Najświętszej Maryi Panny                        | Mn. Fabró Gibert, Josep M.          | Kościół Najświętszej Maryi Panny w Santa Maria de Vilalba de Llobregat   |         | Pl. Església, 2 08630 Santa Maria de Vilalba de Llobregat |